# Римейк
Римейк (на английски: remake, от rе и make (made) – правя отново, преправям) или адаптация е термин, с който се обозначава филмово произведение (нова версия), създадено въз основата на по-стар филм. Понякога римейкът следва дословно сценария на оригинала, заимства от него прийоми, копира цели сцени и диалози. Често действието се пренася на друго място и в друга историческа епоха. Променят се външният вид и характерите на персонажите, детайли, но цялостната конструкция на оригиналното произведение се запазва .
В българският език понятието римейк се използва понякога за компютърна или видеоигра, създадена въз основа на друга. Музикални произведения на базата на други такива не се определят като римейкове, за разлика от руския език, например. В българския те се наричат кавър-версии. С други думи в киното римейк е това което в музиката се нарича кавър или кавър – версия.
В съвременната киноиндустрия правенето на римейк е често срещано явление. Използва се като средство за лесен касов успех и макар римейковете да не водят задължително до по-голяма печалба в сравнение с оригиналните филми, създаването на римейк намалява риска от финансови загуби, тъй като се свързва с оригинала и по този начин предизвиква интерес . Често новият вариант на филма няма качествата на оригинала. Съществуват и римейкове, оценени високо от критиката и публиката.
В американското кино най-много римейкове – девет на брой, са направени на филма „Скрудж“ от 1935 г., базиран на новелата на Чарз Дикенс „Коледна песен“.

## Известни римейкове
- „Бен-Хур“ (Ben-Hur) от 1959 г. на Уилям Уайлър по едноименен хитов ням филм от 1925 г.
- „Великолепната седморка“ (The Magnificent Seven) от 1960 г. на Джон Стърджис по класиката на Акира Куросава „Седемте самураи“ (The Seven Samurai) от 1954 г.
- „За една шепа долари“ (Per un pugno di dollari) от 1964 г. на Серджо Леоне по оригинала на Куросава "Телохранител" (Yojimbo) от 1961 г.
- „Нещото“ (The Thing) от 1982 г. на Джон Карпентър по оригинала на Крисчън Найби „Нещото от друг свят“ (The Thing from Another World) от 1951 г.
- „Скарфейс“ (Scarface) от 1983 г. на Брайън Де Палма по едноименния филм на Хауърд Хоукс от 1932 г.
- „Терористката“ (Point of No Return) от 1993 г. на Джон Бедъм по „Никита“ (Nikita) на Люк Бесон от 1990 г.
- „Град на ангели“ (City of Angels) от 1998 г. на Брад Силберлинг по филма на Вим Вендерс „Небето над Берлин“ (Der Himmel uber Berlin) от 1987 г.
- „Психо“ (Psycho) от 1998 г. на Гас Ван Сант по едноименния филм на Алфред Хичкок от 1960 г. – „Психо“

## Римейк в българското кино
- „Козият рог“ на Николай Волев от 1994 г. по едноименната класика на Методи Андонов от 1972 г.
- „Българан е галант“ на Юлиан Минков от 1998 г. по филма на Васил Гендов „Българан е галант“ от 1915 г. (първия български филм)